# Gare de Thouaré
Gare de Thouaré – przystanek kolejowy w Thouaré-sur-Loire, w departamencie Loara Atlantycka, w regionie Kraj Loary, we Francji.
Jest przystankiem kolejowym Société nationale des chemins de fer français (SNCF), obsługiwanym przez pociągi TER Pays de la Loire kursujących między Nantes i Angers.